# Afropsephenoides ruthae
Afropsephenoides ruthae is een keversoort uit de familie keikevers (Psephenidae). De wetenschappelijke naam van de soort werd in 2006 gepubliceerd door Jeng & Yang.